# Nederlands-Indonesische rondetafelconferentie van 1949

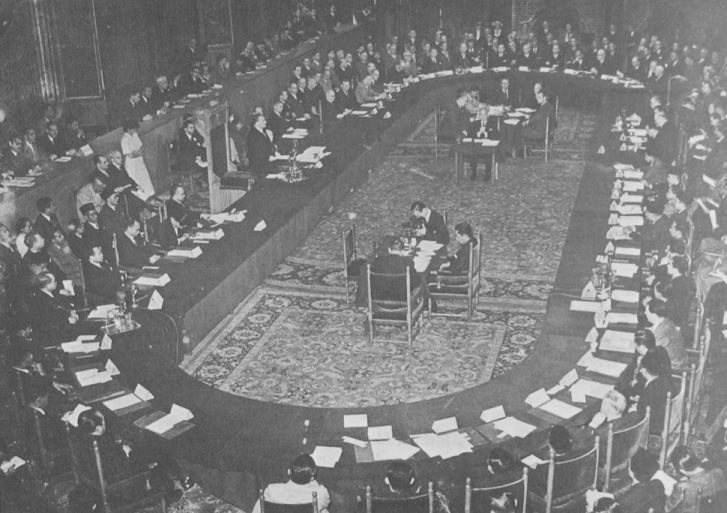
Een sessie van de rondetafelconferentie

De Ronde Tafel Conferentie, ook wel afgekort als RTC, was een tussen 23 augustus en 2 november 1949 in Den Haag gehouden conferentie tussen vertegenwoordigers van Nederland, de Republiek Indonesië en de Bijeenkomst voor Federaal Overleg (afgekort BFO, de vertegenwoordiging van de verschillende staten die Nederland in de Indonesische archipel had gecreëerd). Er waren voorafgaand aan deze conferentie drie andere onderhandelingsronden op hoog niveau tussen Nederland en vertegenwoordigers van de Republiek Indonesië geweest; in Linggadjati in 1947, aan boord van de Renville in 1948, en de onderhandelingen die leidden tot het Roem-van Roijen akkoord van 1949. De conferentie eindigde met de Nederlandse bereidwilligheid de soevereiniteit over te dragen aan de Verenigde Staten van Indonesië (Republik Indonesia Serikat, afgekort RIS). Dat laatste gebeurde op 27 december 1949.

## Achtergrond
De Veiligheidsraad nam op  28 januari 1949 Resolutie 63 aan waarin Operatie Kraai, het recente Nederlandse offensief tegen Indonesische Republikeinse troepen, veroordeeld werd en opgeroepen werd tot herstel van het Republikeinse staatsbestel in Indonesië. In dezelfde resolutie werd opgeroepen tot onderhandelingen om een vreedzame oplossing te vinden voor het conflict.
Na het op 6 juli 1949 gesloten Roem-van Roijen-akkoord, waarin effectief gehoor werd gegeven aan de Veiligheidsraadresolutie, werd door dr. Roem aangegeven dat de leiders van de Indonesische Republiek, die zich op dat ogenblik nog in ballingschap in Bangka bevonden, deel zouden nemen willen nemen aan een rondetafelconferentie teneinde de soevereiniteitsoverdracht te versnellen.
De Indonesische regering-in-ballingschap keerde op 6 juli terug naar Yogyakarta. Teneinde een uniforme onderhandelingspositie tegenover de Nederlanders te bewerkstelligen werden er in de tweede helft van juli onderhandelingen gevoerd tussen vertegenwoordigers van de Republik en vertegenwoordigers van de Federale staten, en werden er tussen 31 juli en 2 augustus inter-Indonesische conferenties gehouden tussen alle entiteiten die geacht werden deel uit te maken van de toekomstige Verenigde Staten van Indonesië. Er werden hier overeenkomsten gesloten over de basisprincipes en het referentiekader voor de toekomstige grondwet.
Uit eerdere discussies die onder auspiciën van de VN-commissie voor Indonesië in Jakarta was naar voren gekomen dat de rondetafelconferentie in Den Haag zou worden gehouden.

## Onderhandelingen
De onderhandelingen resulteerden in een aantal documenten, waarvan vooral de Soevereiniteitsoverdracht en het Statuut van de Unie van belang waren. Daarnaast werd er ook een economische overeenkomst gesloten, evenals overeenkomsten op sociaal en militair vlak.
Er werd ook een overeenkomst gesloten over de terugtrekking op de kortst mogelijke termijn" van de op het grondgebied van de toekomstige republiek aanwezige Nederlandse troepen. Daarnaast werd er afgesproken dat inwoners met de Nederlandse nationaliteit en Nederlandse bedrijven niet gediscrimineerd zouden worden, en kwam de Republiek overeen om door Nederlands-Indië gesloten handelsverdragen te honoreren. Er bleven nog twee grote struikelblokken over: de staatsschuld van de Nederlandse koloniale overheid, en de status van Nederlands-Nieuw-Guinea.
De onderhandelingen over de binnenlandse en buitenlandse schulden van de koloniale overheid verliepen moeizaam; beide partijen kwamen met hun eigen berekeningen aanzetten over wie wat schuldig was, en de vraag of de nieuw onafhankelijke staat verantwoording zou moeten nemen voor schulden die waren aangegaan nadat Nederlands Oostindië in 1942 door Japan bezet was. De Indonesische delegatie was vooral verontwaardigd over het feit dat zij financieel moesten opdraaien voor wat zij zagen als de militaire strijd die tegen hen gericht was. Uiteindelijk accepteerde de Indonesische delegatie, door bemiddeling van een Amerikaans lid van de VN commissie voor Indonesië, dat men in ruil voor de onafhankelijkheid een deel van deze schulden over zou nemen. Op 24 oktober werd overeengekomen dat Indonesië 4,3 miljard gulden aan staatsschuld over zou nemen. Dit bedrag maakte onderdeel uit van de meer dan 103 miljard euro aan voordelen die Nederland overhield aan de Soevereiniteitsoverdracht.

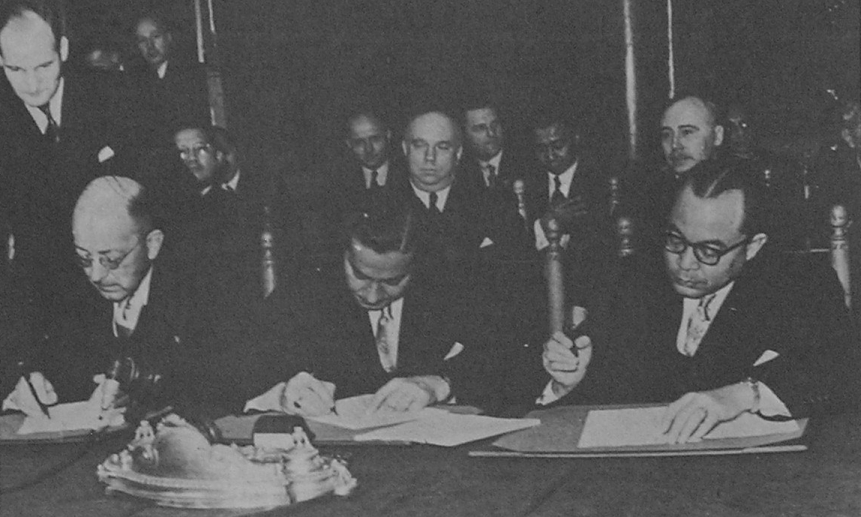
Ondertekening door J.H. Maarseveen, Sultan Hamid II en Hatta van de Rondetafelovereenkomst op 2 november 1949

De vraag of Nederlands-Nieuw-Guinea in de overeenkomst inbegrepen moest worden, liet de onderhandelingen bijna ontsporen; de Indonesische delegaties namen als uitgangspunt dat de onderhandelingen het gehele grondgebied van het voormalig Nederlands Indië betroffen, maar de Nederlanders stelden dat Nederlands-Nieuw-Guinea etnisch niet verbonden was met de rest van de archipel. In de vroege uurtjes van 1 november 1949 werd er overeenstemming over dit heikele punt bereikt: De status van Nederlands-Nieuw-Guinea zou via onderhandelingen binnen een jaar na de onafhankelijkheid vastgesteld worden.
De conferentie werd op 2 november 1949 in de Ridderzaal officieel afgesloten. De soevereiniteit werd op 27 december overgedragen aan de Verenigde Staten van Indonesië. De Verenigde Staten van Indonesië werden overigens binnen een jaar door Soekarno ontbonden en omgevormd in een eenheidsstaat onder het bewind van de Republik Indonesia.

## De factoerkenning Indonesische onafhankelijkheidsdag

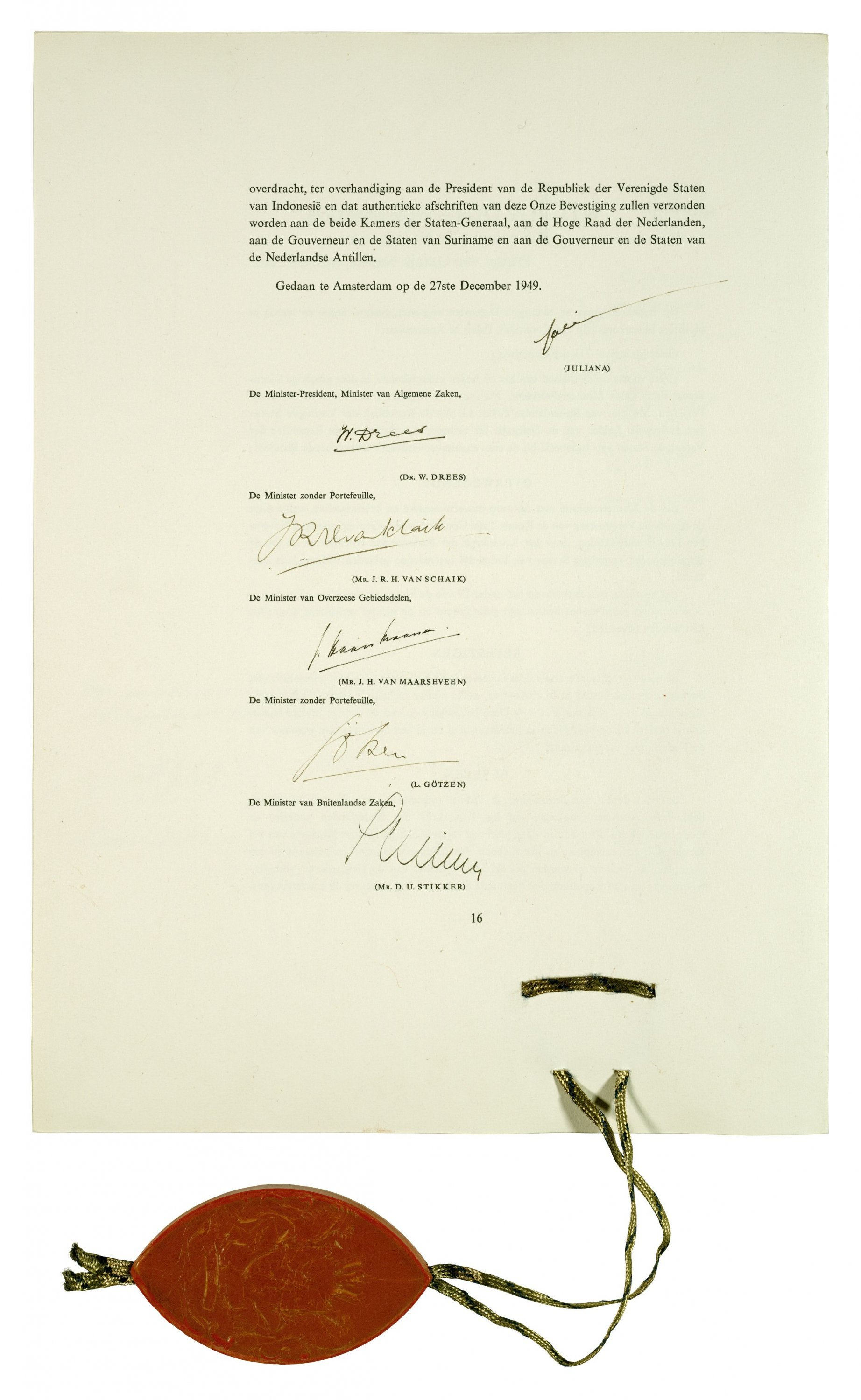
Soevereiniteitsoverdracht Indonesië 1949

De Nederlandse regering heeft tot 15 augustus 2005 gewacht met het erkennen van 17 augustus 1945 als de de facto datum van de Indonesische onafhankelijkheid. Officieel houdt Nederland vast aan de internationaal erkende datum van 27 december 1949, de dag van de soevereiniteitsoverdracht.